# Cheile Bicazului - Hășmaș (sit SCI)
Cheile Bicazului - Hășmaș este o arie protejată (arie specială de conservare — SAC, sit de importanță comunitară — SCI) din România, desemnată în scopul protejării biodiversității și menținerii într-o stare de conservare favorabilă a florei spontane și faunei sălbatice, precum și a habitatelor naturale de interes comunitar aflate în arealul zonei de protecție. Aceasta se întinde pe o suprafață de 7.633,1 ha, integral pe uscat.

## Localizare
Situl se întinde pe teritoriile administrative ale județelor Harghita (Gheorgheni, Sândominic, Tulgheș) și Neamț (Bicaz-Chei, Dămuc). Centrul sitului Cheile Bicazului - Hășmaș este situat la coordonatele 46°44′54″N 25°48′40″E / 46.748289°N 25.811175°E.

## Înființare
Situl Cheile Bicazului - Hășmaș (ROSCI0027) a fost declarat sit de importanță comunitară în decembrie 2007 pentru a proteja 8 specii de animale. Situl a fost protejat și ca arie specială de conservare în mai 2022.. Acesta se suprapune parțial cu aria de protecție specială avifaunistică Cheile Bicazului - Hășmaș și include ariile naturale Parcul Național Cheile Bicazului - Hășmaș, Cheile Bicazului și Lacul Roșu, Avenul Licaș, Cheile Șugăului și  Masivul Hășmașul Mare, Piatra Singuratică - Hășmașul Negru.

## Biodiversitate
Situată în ecoregiunea alpină a munților Hășmaș, aria protejată conține 20 habitate naturale: Lacuri eutrofe naturale cu vegetație tip de Magnopotamion sau Hydrocharition, Râuri alpine și vegetația herbacee de pe malurile lor, Râuri de munte și vegetația lor lemnoasă cu Myricaria germanica, Cursuri de apă din pajiștile montane cu vegetația de Ranunculion fluitantis și Callitricho-Batrachian, Pajiști alpine și boreale, Pajiști calcaroase alpine și subalpine, 	Pajiști panonice de stâncării (Stipo-festucetalia palentis), Asociații de lizieră cu ierburi înalte hidrofile de la nivelul câmpiilor până la nivel montan și alpin, Pajiști aluviale ale văilor de râuri cu Cnidion dubii, Pajiști de altitudine joasă (Alopecurus pratensis, Sangiusorba officinalis), Pajiști montane, Turbării degradate încă capabile de o regenerare naturală, Turbării de acoperire, Grohotiș calcaros și de șisturi calcaroase ale etajelor montane până la cele alpine (Thlaspietea rotundifolii), Pante stâncoase calcaroase cu vegetație chasmofitică, 	Păduri tip Luzulo-Fagetum,  Păduri aluviale cu Alnus glutinosa și Fraxinus excelsior (Alno-Padion, Alnion nicanae, Salicion albae), Păduri relictare cu Pinus sylvestris pe substrate calcaroase, Păduri dacice de fag (Symphyto-Fagion) și Păduri acidofile cu Picea din etajele alpine montane.
La baza desemnării sitului se află 4 specii floristice și 12 specii faunistice protejate la nivel european sau aflate pe lista roșie a IUCN; astfel:.
- plante: (4) pălămidă (Cirsium brachycephalum), trifoiaș de baltă (Marsilea quadrifolia);
- mamifere (6): urs brun (Ursus arctos), lup cenușiu (Canis lupus), râs eurasiatic (Lynx lynx), liliac cârn (Barbastella barbastellus), liliac comun (Myotis myotis), liliacul cu urechi de șoarece (Myotis blythii)[5];
- amfibieni (3): buhaiul de baltă cu burtă galbenă (Bombina variegata), tritonul cu creastă (Triturus cristatus)[6], salamandra carpatică (Triturus montandoni)[7];
- pești (2): mreană vânătă (Barbus petenyi), zglăvoacă (Cottus gobio);
- nevertebrate (1): cosașul transilvan (Pholidoptera transsylvanica).

Pe lângă speciile protejate aflate la baza desemnării sitului, pe teritoriul acestuia au mai fost identificate 146 specii din flora spontană și fauna sălbatică a României.